# Grallaricula nana
Grallaricula nana là một loài chim trong họ Grallariidae.